# Libbesdorf
Libbesdorf ist ein Ortsteil der gleichnamigen Ortschaft der Gemeinde Osternienburger Land im Landkreis Anhalt-Bitterfeld in Sachsen-Anhalt, (Deutschland).

## Geografie

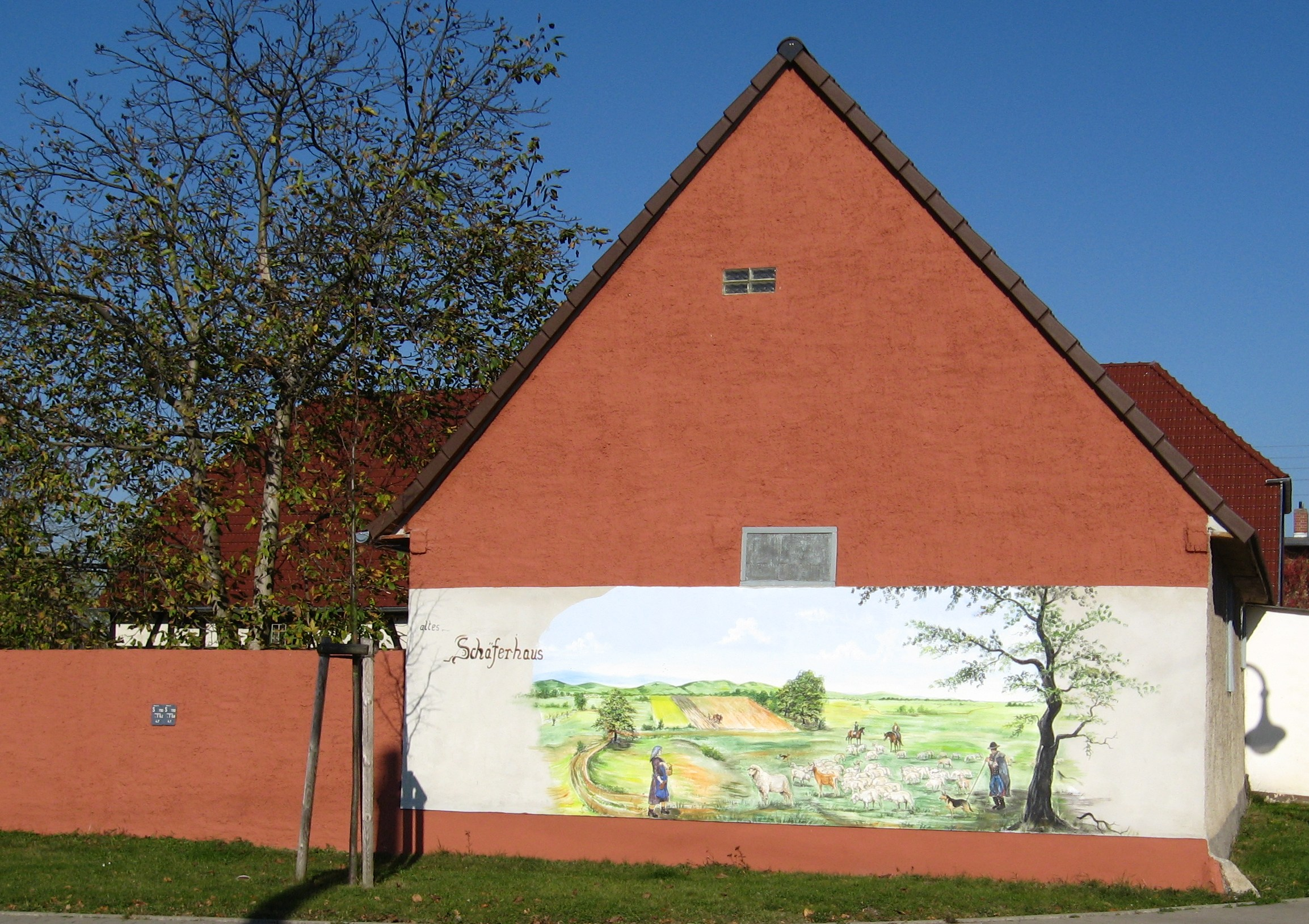
Wandmalerei am alten Schäferhaus

Libbesdorf liegt zwischen Dessau-Roßlau und Köthen (Anhalt) am Rande des Biosphärenreservates Flusslandschaft Mittlere Elbe.
Die Ortschaft Libbesdorf bildet sich durch die Ortsteile Libbesdorf und Rosefeld.

## Geschichte
Libbesdorf wurde erstmals im Jahr 1339 urkundlich erwähnt.
Am 1. Januar 2010 schlossen sich die bis dahin selbstständigen Gemeinden Libbesdorf, Chörau, Diebzig, Dornbock, Drosa, Elsnigk, Großpaschleben, Kleinpaschleben, Zabitz, Micheln, Osternienburg, Reppichau, Trinum und Wulfen zur Einheitsgemeinde Osternienburger Land zusammen. Gleichzeitig wurde die Verwaltungsgemeinschaft Osternienburg, zu der diese Gemeinden gehörten, aufgelöst.

## Politik

### Ortschaftsrat
Als Ortschaft der Einheitsgemeinde Osternienburger Land übernimmt ein so genannter Ortschaftsrat die Wahrnehmung der speziellen Interessen des Ortes innerhalb bzw. gegenüber den Gemeindegremien. Er wird aus fünf Mitgliedern gebildet.

### Bürgermeister
Als weiteres ortsgebundenes Organ fungiert der Ortsbürgermeister, dieses Amt wird zurzeit von Hollmann Barbara wahrgenommen.

### Wappen
Das Wappen wurde am 3. Februar 2009 durch den Landkreis genehmigt.
Blasonierung: „Gespalten und halb geteilt, vorn in Silber wachsend ein sich an einer blauen Stange hochrankender grüner Weinstock mit blauen Trauben, hinten oben in Blau pfahlweise zwei sechsstrahlige silberne Sterne, unten von Blau und Silber geviert.“
Die Farben des Ortes sind Weiß (Silber) - Blau. Das Wappen wurde vom Magdeburger Kommunalheraldiker Jörg Mantzsch gestaltet.

### Flagge
Die Flagge ist blau - weiß (1:1) gestreift (Querform: Streifen waagerecht verlaufend, Längsform: Streifen senkrecht verlaufend) und mittig mit dem Wappen belegt.

## Gedenkstätten
Grabstätten bestehen auf dem Ortsfriedhof für einen rumänischen und einen polnischen Kriegsgefangenen, die während des Zweiten Weltkrieges Opfer von Zwangsarbeit wurden.

## Wirtschaft und Infrastruktur
Nördlich der Gemeinde führt die Bundesstraße 185 von Dessau-Roßlau nach Köthen (Anhalt) vorbei.